# Göran Bergman
Göran Gustaf Konstantin Bergman, född 31 januari 1919 i Helsingfors, död där 9 juli 1991, var en finländsk ornitolog.
Sitt första vetenskapliga arbete, en monografi över fågelfaunan i Esbo och Kyrkslätt skärgård, publicerade Bergman 1939. Han disputerade 1946 med en avhandling om roskarlens etologi. Han arbetade från 1958 vid Helsingfors universitets zoologiska museum, blev 1968 kustos för dess allmänna avdelning och prefekt för museet 1981; han var docent i zoologi från 1951.
Bergman var en av Finlands främsta fågelkännare och publicerade ett stort antal vetenskapliga arbeten, främst om flyttfågelsfrågor (bland annat radarstudier) och skärgårdens ornitologiska problem. Förutom roskarlen tog skräntärnan och bofinken en central plats i hans forskning. Han publicerade böckerna Fåglarnas liv (1952), Vår fågelskärgård (1968) och Varför gör hunden så (1967), vilka översatts till flera språk.  Därtill skrev han fågelkåserier i Nya Pressen och Hufvudstadsbladet samt medverkade i Rundradions naturprogram. Under flera år tjänstgjorde han som chefredaktör för tidskriften Ornis Fennica utgiven av Ornitologiska föreningen i Finland.
Han erhöll professors titel 1976.